# Poliestireno de alto impacto
Poliestireno de alto impacto é um tipo de polímero termoplástico resultante da polimerização de monômeros de estireno pela iniciação química por peróxidos ou pela temperatura (térmica). É aplicado em diversos setores industriais, residenciais e comerciais pela sua excelente rigidez, processabilidade e usinabilidade e baixo custo. Dado que o poliestireno é um polímero muito frágil a temperatura ambiente, é modificado mediante a adição de polibutadieno, para melhorar sua resistência ao impacto.

## Propriedades
É conhecido que o PIHS é um polímero de fácil enformação, tem boa resistência ao impacto, alta rigidez, boa capacidade de impressão (replicabilidade) e excelente estabilidade dimensional, porém suas aplicações podem ser limitadas se é necessário resistência a altas temperaturas, falta de reatividade com oxigênio, fotoestabilidade e resistência em contato com outras substâncias químicas.